# 鶴ちゃんのトッピング
『鶴ちゃんのトッピング』（つるちゃんのトッピング）は、1985年10月6日から1986年9月28日まで日本テレビで放送されていたバラエティ番組である。放送時間は毎週日曜 12:00 - 12:55 （日本標準時）。

## 出演者
- 片岡鶴太郎
- 岡本かおり - 1986年3月まで出演。
- 小川菜摘 - 1986年4月から出演。
- 梅宮辰夫
- 笑福亭笑瓶

| 日本テレビ 日曜12:00枠                            | 日本テレビ 日曜12:00枠                                 | 日本テレビ 日曜12:00枠                                 |
| 前番組                                            | 番組名                                                 | 次番組                                                 |
| ------------------------------------------------- | ------------------------------------------------------ | ------------------------------------------------------ |
| WAッ!熊が出た!! （1984年10月7日 - 1985年9月29日） | 鶴ちゃんのトッピング （1985年10月6日 - 1986年9月28日） | 鶴太郎のテレもんじゃ （1986年10月5日 - 1988年3月27日） |

| スタブアイコン | サブスタブ | この項目は、まだ閲覧者の調べものの参照としては役立たない、テレビ番組に関連した書きかけの項目です。この項目を加筆・訂正などしてくださる協力者を求めています（P:テレビ/PJ:放送または配信の番組）。 |